# Norbert Scheuer

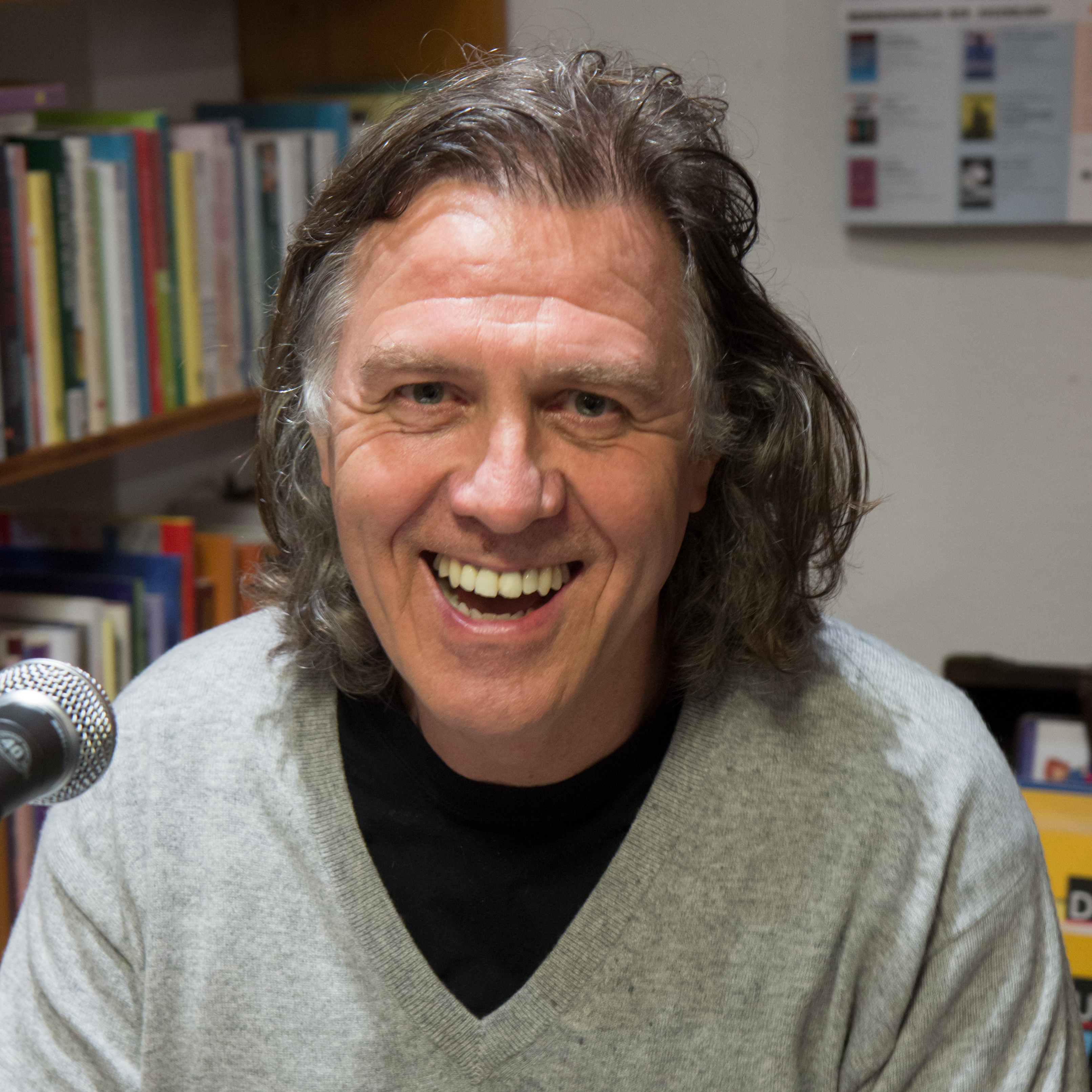
Norbert Scheuer (2013)

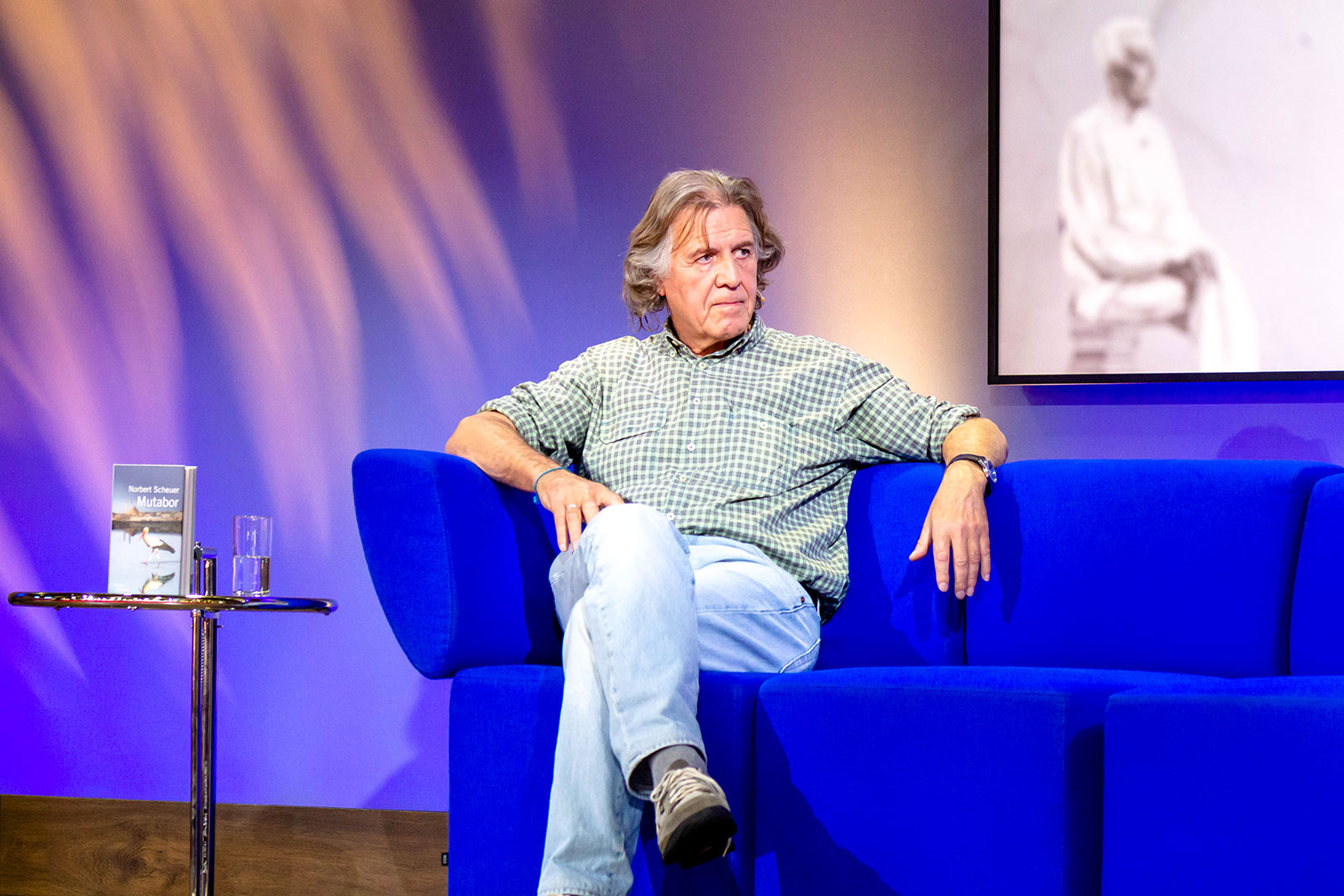
Norbert Scheuer auf der Frankfurter Buchmesse 2022.

Norbert Scheuer (* 16. Dezember 1951 in Prüm) ist ein deutscher Schriftsteller.

## Leben und Werk
Nach dem ersten Schulabschluss absolvierte Norbert Scheuer eine Lehre als Elektriker. Gleichzeitig besuchte er die Abendrealschule und belegte anschließend das Studienfach Physikalische Technik an der Märkischen Fachhochschule in Iserlohn, das er mit einer Diplomarbeit über die Röntgenstrukturanalyse an Eisenoxiden abschloss. In einem weiteren Studium im Fach Philosophie erlangte er an der Universität Düsseldorf mit einer Arbeit über Kant den Magistergrad.
Norbert Scheuers in lakonischem Ton verfasste, hochkomplex strukturierte Romane zeichnen sich durch präzise Personen-, Landschafts-, Wetter- und andere Beschreibungen sowie fachsprachliche Darstellungen aus. In ihnen werden verschiedene Orte, Handlungs- und Zeitebenen sowie zumeist an der Außenseite der Gesellschaft lebende, unter Fern- und Heimweh leidende Figuren verwoben. Vorlage für das fiktive Städtchen Kall, Eifel im Urftland ist stets Scheuers Heimatgemeinde Kall/Eifel.
2009 stand der in der FAZ vorabgedruckte Roman Überm Rauschen auf der Shortlist zum Deutschen Buchpreis. 2015 stand der Roman Die Sprache der Vögel, der vom Auslandseinsatzerlebnis eines Bundeswehrsanitäters im Kriegseinsatz in Afghanistan handelt, wo er zwischen Grauen und Langeweile balanciert und innere Ruhe nur bei der Beobachtung von Vögeln findet, auf der Shortlist zum Preis der Leipziger Buchmesse. Überm Rauschen erschien 2010 in türkischer Sprache als Uğultu: Ichthys’in Peşinde bei Verlag Dedalus in Istanbul, 2014 auf Serbisch als Šum sećanja beim Verlag Mono i Manjana in Belgrad. Die Sprache der Vögel erschien 2018 auf Arabisch als لغة الطيور (Luġat aṭ-ṭuyūr) bei Mahrousa in Kairo und in englischer Sprache, ebenfalls 2018, als The Language of Birds bei Haus Publishing Ltd. in London.
2011 hielt Norbert Scheuer Poetikvorlesungen an der Universität Duisburg-Essen, im April 2014 übernahm er an der Universität Bonn eine Thomas Kling-Poetikdozentur der Kunststiftung NRW.
2019 erhielt er für Winterbienen (zu dem sein Sohn Erasmus Scheuer ebenso die Zeichnungen besorgte wie für Überm Rauschen und Mutabor) den Wilhelm-Raabe-Literaturpreis und gelangte mit diesem Roman erneut auf die Shortlist des Deutschen Buchpreises. Der Geschichte liegen fiktive Tagebuchaufzeichnungen zugrunde; sie spielt in der Eifel der Jahre 1944/45. Protagonist ist ein vorzeitig pensionierter Lehrer und Epileptiker, der mit präparierten Bienenkörben Juden zur Flucht ins besetzte Belgien verhilft, um für sich die notwendigen Medikamente zu finanzieren. Die Buchpreis-Jury bezeichnete den Roman u. a. als präzise und spannend.
Bis 2017 arbeitete Scheuer als Systemprogrammierer bei der Deutschen Telekom.
Norbert Scheuer ist verheiratet und lebt in Keldenich, einem Ortsteil der Gemeinde Kall/Eifel.

## Einzeltitel
- Der Hahnenkönig. Erzählungen. Kulturreferat Kreis Euskirchen, Euskirchen 1994.
- Ein Echo von allem. Gedichte. Verlag v. Hase & Koehler, Mainz 1997, ISBN 3-7758-1367-5.
- Eifel Landschaften. Gedichte und Bilder. Mit Jochen Arlt und Conrad Peter Joist. Wolkenstein Verlag, Köln 2000, ISBN 3-927861-61-8.
- Der Steinesammler. Roman. Schöffling & Co., Frankfurt am Main 1999, ISBN 3-89561-300-2; Neuausgabe: C. H. Beck, München 2010, ISBN 978-3-406-61042-4.
- Flußabwärts. Roman. C. H. Beck, München 2002, ISBN 3-406-49312-2.
- Kall, Eifel. Episodenroman. C. H. Beck, München 2005, ISBN 3-406-53554-2.
- Überm Rauschen. Roman. C. H. Beck, München 2009, ISBN 978-3-406-59072-6.
- Bis ich dies alles liebte. Gedichte. C. H. Beck, München 2011, ISBN 978-3-406-62172-7.
- Peehs Liebe. Roman. C. H. Beck, München 2012, ISBN 978-3-406-63949-4.
- Von hier aus. Mit Collagen von Andreas Erb. Lilienfeld Verlag, Düsseldorf 2013, ISBN 978-3-940357-35-9.
- Die Sprache der Vögel. Roman. C. H. Beck, München 2015, ISBN 978-3-406-67745-8.
- Am Grund des Universums. Roman. C. H. Beck, München 2017, ISBN 978-3-406-71179-4.
- Winterbienen. Roman. C. H. Beck, München 2019, ISBN 978-3-406-73963-7.
- Mutabor. Roman. C. H. Beck, München 2022, ISBN 978-3-406-78152-0.

## Auszeichnungen
- 1986: Arbeitsstipendium des Landes Nordrhein-Westfalen
- 1993: Kulturpreis des Kreises Euskirchen
- 2000: Koblenzer Literaturpreis
- 2000: Märkisches Stipendium für Literatur
- 2001: Eifel-Literaturpreis
- 2002: Sonderpreis Buch des Jahres (Rheinland-Pfalz)
- 2003: Martha-Saalfeld-Förderpreis
- 2006: 3sat-Preis beim Ingeborg-Bachmann-Wettbewerb
- 2006: Georg-K.-Glaser-Preis
- 2009: Shortlist Deutscher Buchpreis mit Überm Rauschen
- 2010: Überm Rauschen Buch für die Stadt Köln
- 2010: Düsseldorfer Literaturpreis
- 2010: Rheinischer Literaturpreis Siegburg für Überm Rauschen
- 2011: Poet in Residence an der Universität Duisburg-Essen
- 2014: Thomas-Kling-Poetikdozentur der Kunststiftung NRW
- 2015: Shortlist Preis der Leipziger Buchmesse mit Die Sprache der Vögel
- 2019:  Artist in Residence der Kunststiftung NRW in Istanbul
- 2019: Shortlist Deutscher Buchpreis mit Winterbienen
- 2019: Wilhelm-Raabe-Literaturpreis für Winterbienen[10]
- 2019: Horst-Konejung-Preis
- 2020: Evangelischer Buchpreis für Winterbienen[11]
- 2022: Rainer-Malkowski-Preis[12]
- 2023: Walter-Hasenclever-Literaturpreis für das Gesamtwerk[13]